# Пономарёвка (Новосибирская область)
Пономарёвка — село в Колыванском районе Новосибирской области. Административный центр Пономарёвского сельсовета.

## География
Площадь села — 98 гектаров.

## Население
| 2002 | 2007 | 2010 |
| ---- | ---- | ---- |
| 328  | ↘260 | ↘227 |

## Инфраструктура
В селе по данным на 2007 год функционируют 1 учреждение здравоохранения и 1 учреждение образования.